# Грб Калмикије
Грб Калмикије је званични симбол једног од субјеката Руске федерације са статусом републике, Калмикије. Грб је званично усвојен 30. јула 1993. године.

## Опис грба
Грб има кружни облик и садржи следеће елементе:
Четири мања круга - која се пресјецају у врху грба, симболишу племенске савезе етничких предака Калмика. Године 1437. тадашњи владар ове области Тојон Тајша је донио наредбу да  сви Ојрати (преци данашњих Калмикика) обавезно носе улан-сала - црвене ресе на својим капама. Хадак је бијели свилени шал, који носе вијерници у својим храмовима. Иначе, тај шал је симбол мирног става, доброте, великодушности, изобиља. Сличан хадак је такође приказан и на грбу Републике Тува и некадашње Агин-Бурјат аутономне области. Златна боја је боја ламаизма и сунца; плава је боја неба, вјечности и трајности. Слика у дну грба Калмикије је национални орнамент „сер“, који је идентичан националном украсу „тумен насан“ на грбу Монголије и Буратије.